# キル・デイヴィス
キル・デイヴィス（Kyle Davis、1989年1月18日 - ）はオーストラリア、メルボルン出身の卓球選手。身長178cm、体重74kg。

## 略歴
国際大会には2004年(当時15歳)の時から出場し始め、初出場となったニューカレドニアのヌメアで開かれたワールドジュニアサーキットではシングルスでベスト8に入り、その後のオセアニア選手権では団体戦で準優勝した。
さらに2006年のオセアニア選手権ではシングルスでベスト4、団体戦で優勝と活躍し、同年の12月には世界ジュニア選手権にも出場してシングルスでベスト16に入った。
2008年には世界選手権とオリンピック出場を果たしている。

## プレースタイル
強烈なカーブドライブが持ち味のフォア主戦の選手。

## 主な戦績
- 2004年
  - ワールドジュニアサーキットヌメア大会 男子シングルス ベスト8
  - オセアニア選手権ファンガレイ大会 男子団体準優勝
- 2006年
  - 世界ジュニア選手権カイロ大会 男子シングルス ベスト16
  - オセアニア選手権ジーロング大会 男子シングルス ベスト4、男子団体優勝
- 2007年
  - ワールドジュニアサーキットNorth Harbour大会 男子シングルス ベスト4